# Сражение под Радошевицеми
Сражение под Радошевицеми — одно из сражений Январского восстания произошедшее 15 (27) марта 1863 года между польскими мятежниками, и русскими регулярными войсками.

## Предыстория
10 (22) марта 1863 года в лесу у деревни Кузница-Маслоньска отряд майора Лео, находившийся при войсковой группе князя Багратиона, нагнал и внезапно атаковал отряд мятежников полковника Теодора Цешковского, нанеся им значительные потери. В частности, в бою и при отступлении повстанцы потеряли убитыми, ранеными и пленными более 120 человек против всего 4 убитых и 13 раненых у русских, были вынуждены также бросить обоз с оружием и продовольствием.
Впоследствии остатки отряда Цешковского, всё также преследуемые регулярными войсками, направились к местечку Радошевице. Переправившись через несколько дней после поражения через реку Варта в местечке Дзялошин, сожгли за собой мост, затем без боя заняли деревню Лисовице, где отряд был пополнен людьми и продовольствием и снова вырос в численности до 500 человек. В ночь на 15 (27) марта повстанцы вступили в Радашковице, где их принял местный войт Людвик Немоевский сочувствующий восставшим. Штаб отряда Цешковского как и сам командир разместились в доме Немоевского.
В то же самое время узнав о новом месте дислокации повстанческого отряда к Радошковицем около 5 часов утра вышел отряд майора Писанко (400 пехотинцев, 100 казаков) с целью разгромить повстанческое подразделение.

## Сражение
Около 10:00 утра отряд Теодора Цешковского находящийся в Радошевицах был внезапно атакован регулярными войсками. Ожесточенная перестрелка длилась некоторое время, тем не менее мятежники под натиском регулярных войск стали организованно отступать к Кольчеглуву. Все попытки контратак повстанцев на начальном этапе сражения были неудачными и регулярные войска постепенно вытесняли их из местечка. После оставления Радошевиц мятежниками Писанко приказал своим солдатам преследовать отступающих на Кольчеглув мятежников, тем не менее за время заминки, повстанцы сумели перегруппировать свои силы и нанести по преследующим их регулярным войскам упреждающий удар заставив прекратить преследование.

## Последствия
По польским данным потери мятежников составили 10 убитых, несколько десятков раненых и 9 пленных. Потери русских они оценили в 28 убитых и несколько десятков раненых. По рапорту майора Писанко мятежники потеряли в сражении более 20 человек убитыми и более 100 ранеными и пленными, а регулярные войска потерь не понесли. Людвик Немоевский сразу же после занятия местечка регулярными войсками был арестован за укрывательство раненых мятежников.
Отряд Цешковского отошел в направлении Кольчеглува и стал лагерем у деревни Комык. Уже через 2 недели 29 марта (10 апреля) 1863 года Теодор Цешковский был тяжело ранен в бою с казаками у деревни Брошетин и взятый ими в плен скончался в лазарете в деревне Лесняки-Хабельские, а его повстанческий отряд в связи с гибелью командира самораспустился.